# JS Hibiki (AOS-5201)
Le JS Hibiki (AOS-5201) est un navire auxiliaire, tête de la classe Hibiki de navires de mesure acoustique de la Force maritime d'autodéfense japonaise utilisé comme navire collecteur de renseignements. Le second est le JS Harima (AOS-5202) et le troisième est le JS Aki (AOS-5203).

## Caractéristiques

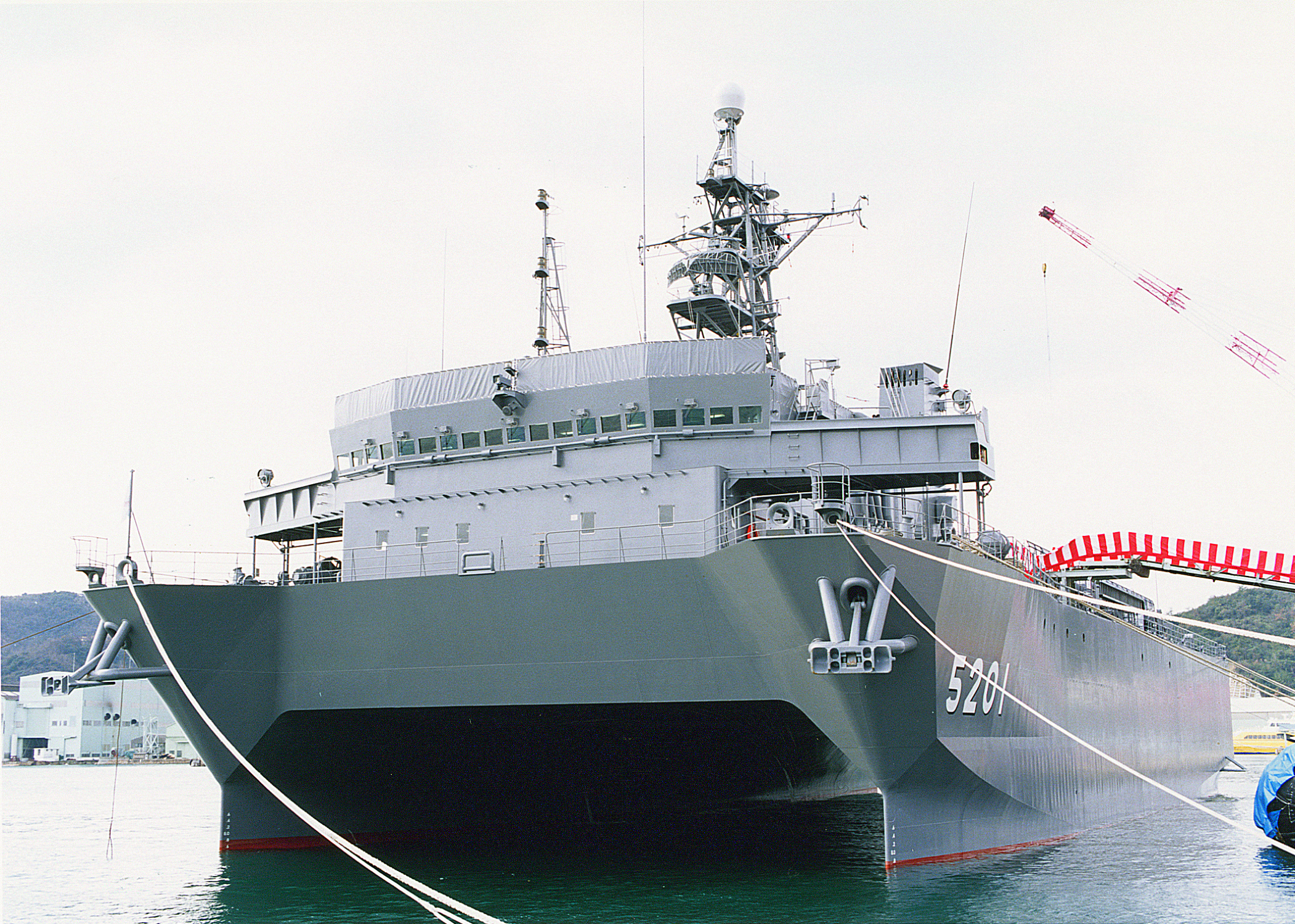
Le Hibiki a quai.

Ce bâtiment ont deux coques immergés en forme de cigare réunies par un pont supportant la passerelle, les machines et les installations propres à la mission du bâtiment suivant le principe SWATH (Small Waterplane Area Twin Hull), il peut remorquer l’antenne du UQQ-2 SURTASS (longue de 2 600 m) à 1 800 m derrière les bâtiments à 9 nd à une profondeur de 457 m et opérer jusqu’à mer 6.

## Historique
La pose de la quille du Hibiki a été effectué le 28 novembre 1989 au chantier naval Mitsui de Tamano et lancé le 27 juillet 1990. Il a été mis en service le 30 juillet 1991 et déployé à la base navale de Kure. 

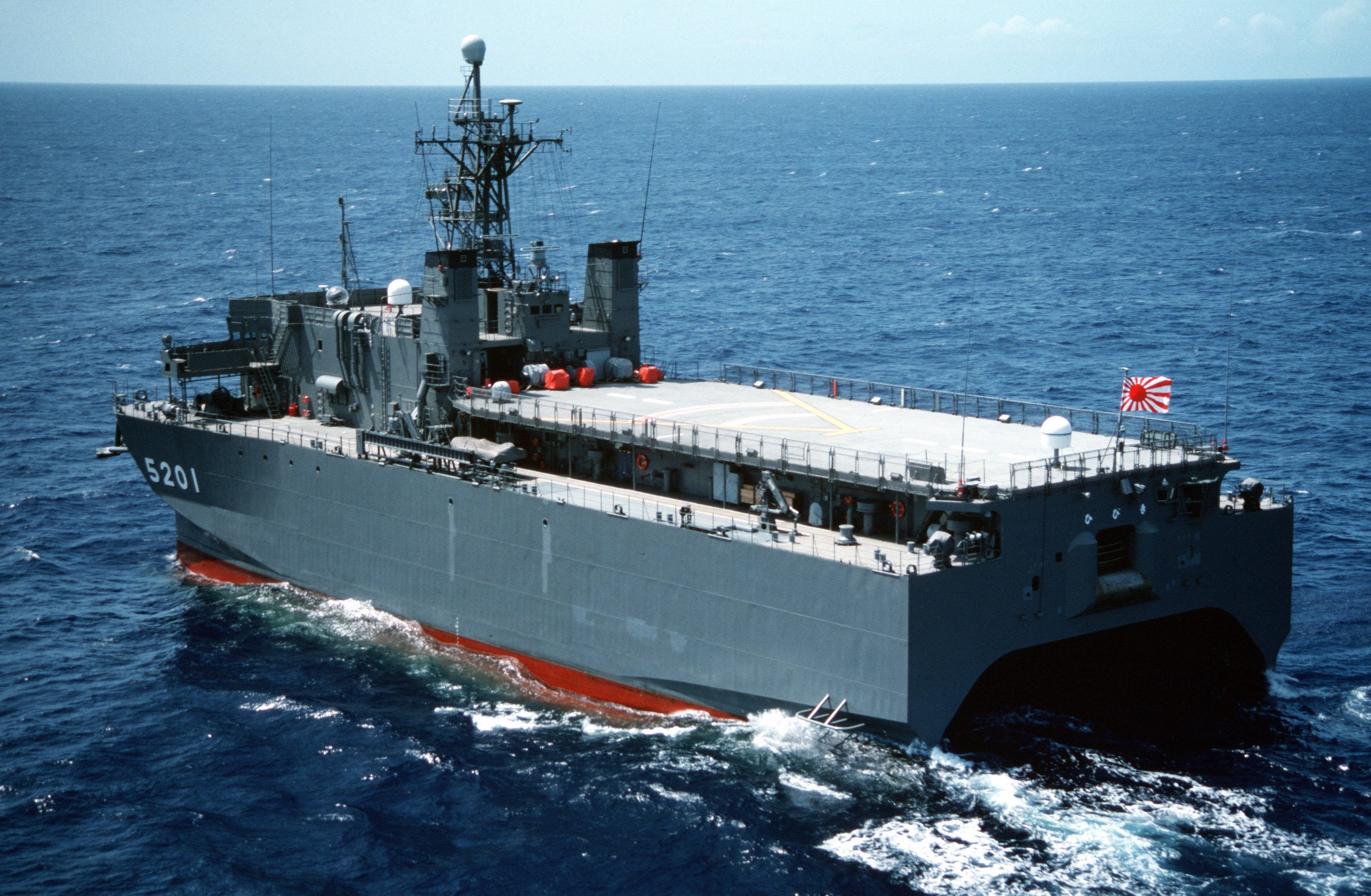
Le Hibiki au large d'Hawaï le 23 aout 1991.

Après le déploiement, à partir du 9 mars de la même année, il a été conduit à Oakland, en Californie, dans le cadre de la formation post-service. Après l’acquisition du système SURTASS (Surveillance Towed Array Sensor System (en) et d’un système de sonar UQQ-2 à Pearl Harbor, à Hawaï, il est entré au Japon le 17 octobre de la même année. 
En avril 1992, des opérations à grande échelle ont commencé et les opérations réelles au centre d'analyse d'informations anti-sous-marins à Yokosuka ont commencé. 
Le 1er décembre 2015, le groupe de services maritimes a été réorganisé en groupe de services maritimes et de soutien anti-sous-marin. Le navire a intégré à la première équipe de mesure acoustique nouvellement créée.
Le 1er novembre 2017, un nouveau système d'équipage a été introduit pour la première fois dans le 1er corps de mesures acoustiques. Désormais, aucun équipage ne sera immobilisé et trois équipages opéreront dont deux équipages en alternance. Le personnel d’exploitation est en partie américain.

### Note et référence
1. ↑  « Bâtiment de renseignement dans le monde », sur netmarine.net (consulté le 7 juin 2023).

- (ja) Cet article est partiellement ou en totalité issu de l’article de Wikipédia en japonais intitulé « ひびき (音響測定艦) » (voir la liste des auteurs).